# 西樵镇
西樵镇是中华人民共和国广东省佛山市南海区下辖的一个镇，位於南海區西南部，東臨著名水鄉九江鎮，西毗鄰高明區、三水區。面積176.63平方公里，常住人口約14.3萬人，設6個社區居委會，27個行政村。西樵山是廣東四大名山之一。2019年中国百强乡镇第42名。現西樵鎮於2005年2月由原西樵鎮和大同鎮合併。鎮人民政府駐登山大道3號。

## 地名
西樵鎮因城區位於西樵山的北麓，相傳古時廣州人往西面的山採樵，就稱此山為西樵，且是鄉級行政區域，因此故名。

## 行政区划
西樵镇下辖以下村级行政区划单位：
东碧社区、樵华社区、樵园社区、樵乐社区、西樵社区、联新社区、山根社区、西岸社区、显岗社区、民乐社区、百西社区、崇南社区、太平社区、上金瓯社区、崇北社区、河岗社区、新河社区、稔岗社区、朝山社区、大同社区、樵泰社区、爱国社区、简村社区、樵江社区、西樵科技工业园社区、轻纺城社区；岭西村、儒溪村、百东村、华夏村、大岸村、平沙村、海舟村、新田村、七星村。

## 交通

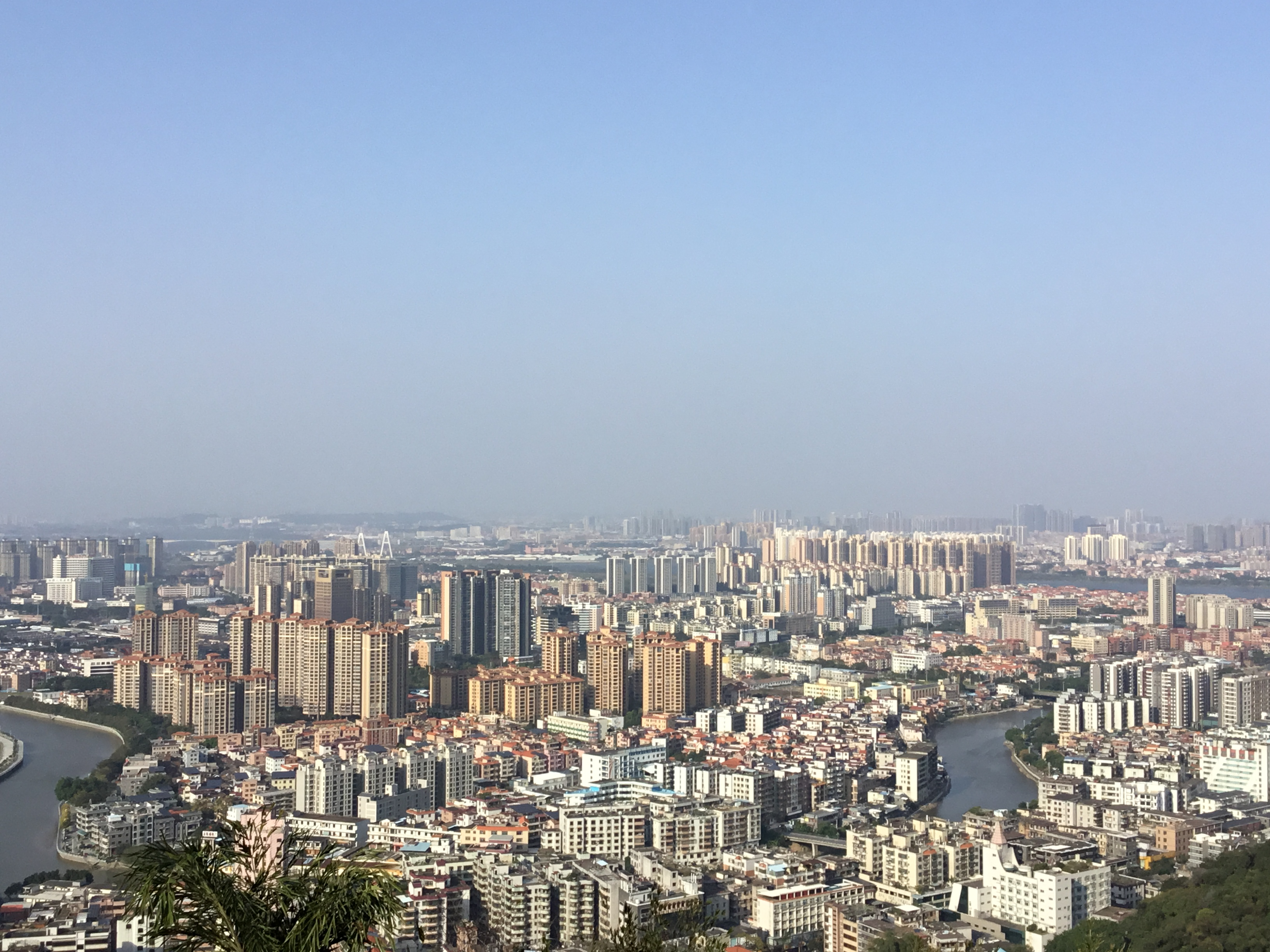
西樵镇全景

鎮內水陸交通便利，不仅有龍高公路、九樵公路、广明高速公路、广州西二环高速公路、S269省道、S113省道、S363省道貫穿鎮內東西和南北部，還有高明大橋連接九江鎮、西樵鎮與高明區，以及佛山一环高速公路、廣佛高速公路、高明港等。

## 文化

### 中国传统村落
2012年，松塘村被评为首批“中国传统村落”。

### 民俗
西樵蒙娜丽莎女子龍舟隊多次揚威香江。西樵镇是醒狮的发源地，镇上有300多支醒狮队。
- 龍舟
- 醒狮

### 特產
- 西樵大餅
- 佛手瓜
- 雲霧茶
- 四方竹
- 九江煎堆
- 盲公饼

## 名人
- 前律政司司長梁愛詩
- 無綫電視藝人張美妮
- 黃麒英
- 黃飛鴻
- 黃君璧
- 李慧琼( 香港政治人物 )